# Dunure
Dunure (gälisch: Dùn Iubhair) ist eine Ortschaft in der schottischen Council Area South Ayrshire. Sie liegt im Westen der Region rund acht Kilometer nordwestlich von Maybole und zehn Kilometer südwestlich von Ayr am Übergang des Firth of Clyde in die Irische See. Südlich, zwischen Dunure und Croy befindet sich der Electric Brae, eine optische Illusion, bei der Fahrzeuge den Hügel nach oben zu rollen scheinen.

## Geschichte
Die Geschichte von Dunure ist mit der Festung Dunure Castle verknüpft, die auf einem Kap am Rande der Ortschaft gelegen ist. Der Clan Kennedy, welcher die späteren Earls of Cassillis stellte, ließ Dunure Castle im 13. Jahrhundert erbauen und nutzte die Burg als einen seiner Hauptsitze. Es ist belegt, dass die schottische Königin Maria Stuart drei Nächte auf Dunure Castle verbrachte. Der Niedergang der Anlage wird auf die Mitte des 17. Jahrhunderts datiert. Im Jahre 1694 wurde Dunure Castle als Ruine beschrieben.
Dunure wuchs jedoch erst mit der Einrichtung eines Hafens im Jahre 1811. Der Bau an der felsigen Küste ohne natürlich geschützte Lage erwies sich als kompliziert und kostenintensiv. Ein Hafenbecken wurde in den Fels getrieben und die Einfahrt mit einem Leuchtturm markiert. Die Gesamtkosten beliefen sich auf 50.000 £. Der Hafen wurde jedoch schon nach einiger Zeit nur noch wenig genutzt, was an einem langen Küstenabschnitt ohne natürliche Häfen und Landungsstellen ungewöhnlich erscheint. Heute wird er im Wesentlichen zu Freizeitzwecken genutzt.
Zwischen 1961 und 1991 schwankte die Einwohnerzahl Dunures zwischen 452 und 527.

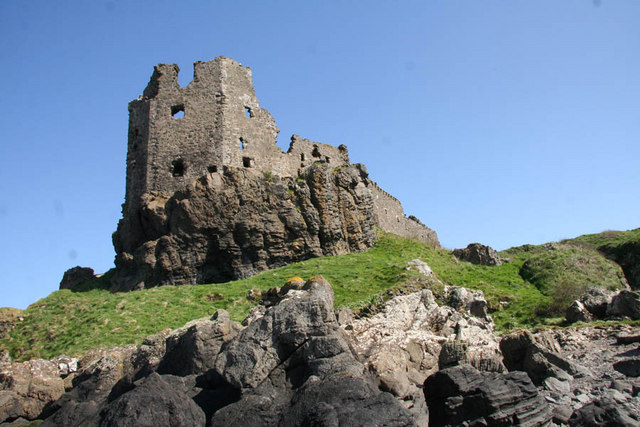
Dunure Castle
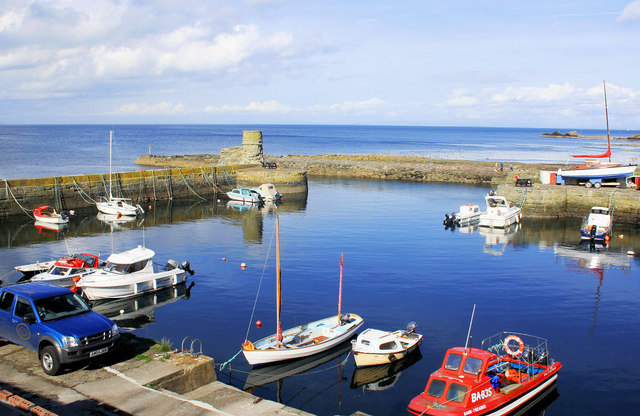
Hafenanlagen
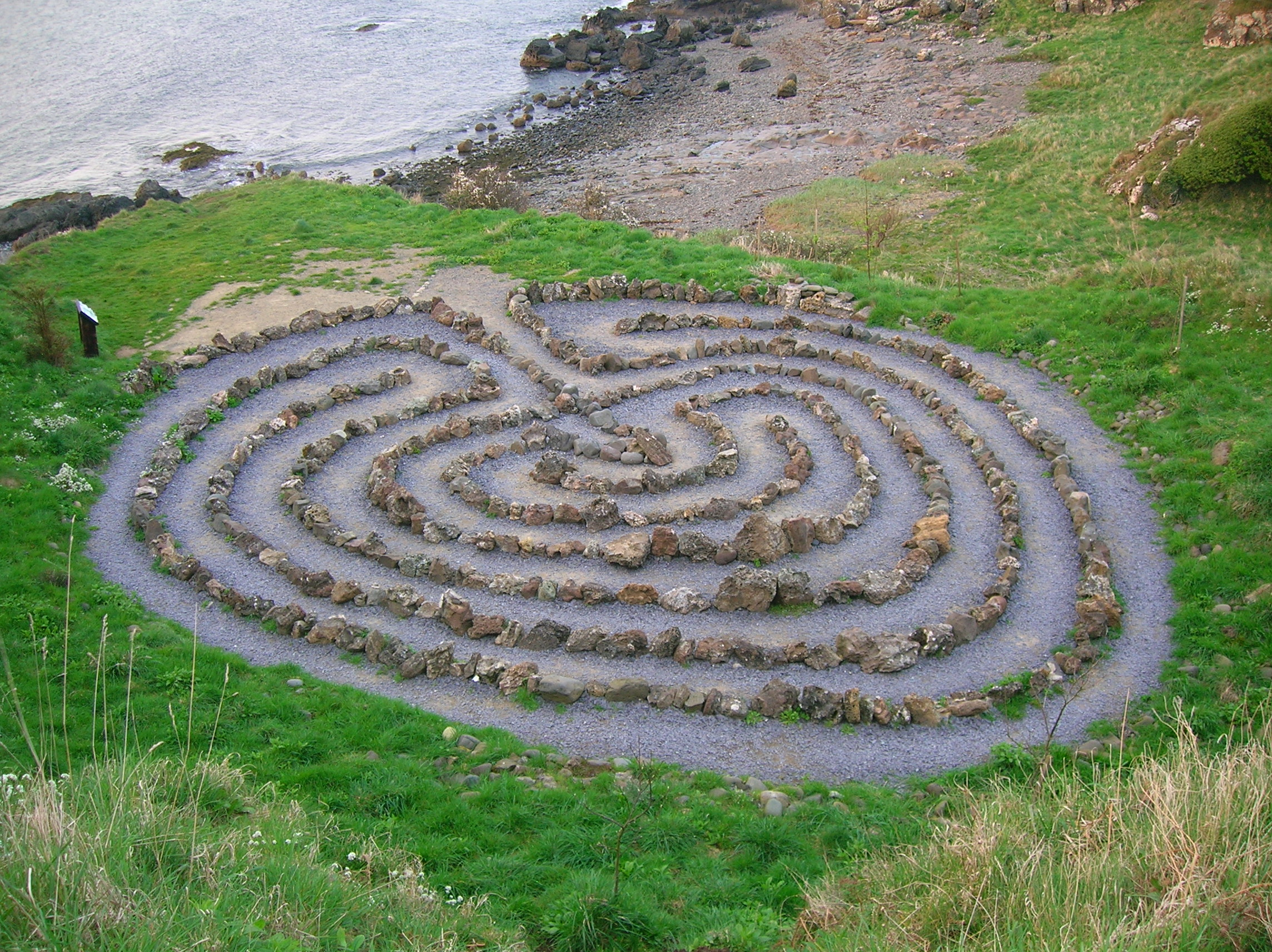
Neuzeitliches Labyrinth

## Verkehr
Dundonald ist direkt an der A719 gelegen, welche die Hauptverkehrsstraße bildet. Die A719 bindet die Ortschaft an die A77 an. Im Jahre 1906 eröffnete die Glasgow and South Western Railway die Maidens and Dunure Railway. Die Züge verkehrten zwischen Ayr und Girvan. Die Strecke wurde jedoch nur mäßig genutzt und der Bahnhof von Dunure wurde schon 1933 wieder geschlossen. Nach Schließung der Gesamtstrecke 1968 wurde das Gleis abgebaut. Mit dem Flughafen Glasgow-Prestwick befindet sich ein internationaler Verkehrsflughafen rund 18 Kilometer nordöstlich.